# Cunningham Township (comté de Chariton, Missouri)
Cunningham Township est un township  du comté de Chariton dans le Missouri, aux États-Unis,. Il est fondé en 1840 et baptisé en référence à John F. Cunningham, un pionnier.

## Source de la traduction
- (en) Cet article est partiellement ou en totalité issu de l’article de Wikipédia en anglais intitulé « Cunningham Township, Chariton County, Missouri » (voir la liste des auteurs).